# Diplomatika
Diplomatika je znanost koja se bavi proučavanjem diploma, povelja, ugovora i drugih službenih spisa u okviru povijesnih znanosti.
Naziv dolazi od grčke riječi diploma.

## Vanjske poveznice
Mrežna mjesta
- diplomatika Hrvatska enciklopedija